# Perfume Genius
Perfume Genius ist der Künstlername von Mike Hadreas (* 25. September 1981 in Everett, Washington), einem Musiker aus den Vereinigten Staaten.

## Leben
Hadreas wuchs in Seattle, Washington auf. Im Alter von 15 Jahren war er an seiner Schule der einzige, der sich zu seiner Homosexualität bekannte. Da er sich nicht auf seine geschlechtliche Rolle als Junge bzw. Mann festlegen wollte, erlebte er diskriminierende Reaktionen, die von Ausgrenzung, Beschimpfungen und Anspucken bis hin zu Todesdrohungen und Misshandlungen reichten. Erschwerend kam für den Teenager hinzu, dass sich seine Eltern scheiden ließen und seine Mutter, eine Sonderschullehrerin, zu trinken begann. Mit 17 kam er ins Krankenhaus, nachdem er auf der Straße von mehreren jungen Männern überfallen worden war. Daraufhin verließ Hadreas Seattle und zog nach Williamsburg (Brooklyn), wo er verschiedene Jobs annahm und drogensüchtig wurde. 2005 zog er auf Drängen seiner Mutter zurück nach Seattle, um sich dort einer Drogentherapie zu unterziehen. Ab 2008 arbeitete er stetig an seiner musikalischen Karriere.
Hadreas, der an Morbus Crohn erkrankt ist, lebt gemeinsam mit seinem Partner Alan Wyffels, einem Pianisten, in Seattle.

## Musikalische Karriere
Als Kind erhielt Hadreas Klavierunterricht, aber seine ersten Auftritte fanden ausschließlich im Familienkreis statt. Erst nach seinem Drogenentzug begann er, auf Myspace Videos zu posten, auf denen er singend am Klavier zu sehen war. Dadurch wurde eine Plattenfirma auf ihn aufmerksam, und bald darauf unterzeichnete Hadreas seinen ersten Vertrag mit dem Independent-Label Matador Records. Jetzt unter dem Namen Perfume Genius, debütierte er dort mit dem Album Learning. 2012 folgte Put Your Back N 2 It. Für den darin enthaltenen Titel Hood wurde ein Video mit dem Pornodarsteller Árpád Miklós produziert, das vorübergehend von YouTube gesperrt wurde, da es als „non family safe“ galt.
Zwei Jahre später erschien Too Bright, das vom Portishead-Mitglied Adrian Utley produziert wurde. Das Album erhielt von der Musikwebsite Pitchfork mit 8,5 Punkten eine Auszeichnung als Best New Music.
Nachdem sich die ersten drei Alben inhaltlich überwiegend mit Hadreas‘ persönlichen Krankheits-, Gewalt- und Drogenerfahrungen beschäftigten und musikalisch als „Klaviermoritaten“ galten, gelang mit dem 2017 veröffentlichten No Shape ein Wechsel hin zu „Glam-Rock, Soul und Pop“ mit Themen wie Selbstfindung und Liebe. Produzent war diesmal Blake Mills, der unter anderen schon mit John Legend und Laura Marling gearbeitet hat. Der Titel Slip Away wurde von Pitchfork als Best New Track bezeichnet.
„Seit einem Jahrzehnt ist Perfume Genius [...] eine der wichtigsten schwulen Stimmen im Indiepop“, schrieb Stefan Hochgesand in einer Besprechung seines Albums Set My Heart on Fire, Immediately (2020).

## Diskografie

### Alben
- Learning (erschienen am 22. Juni 2010)
- Put Your Back N 2 It (21. Februar 2012)
- Too Bright (23. September 2014)
- No Shape (5. Mai 2017)
- Set My Heart on Fire Immediately (15. Mai 2020)
- Ugly Season (2022)
- Glory (2025)

### Singles
- Mr. Peterson (2010)
- All Waters (2011)
- Hood, Dark Parts, Take Me Home (2012)
- Queen, Grid (2014)
- Jonathan (Christine and the Queens feat. Perfume Genius, 2015)
- Slip Away (2017)

## Belege
1. ↑  Chartquellen: UK / US
2. ↑  Biografie auf allmusic.com; abgerufen am 1. August 2017
3. ↑  William van Meter: Lashing Out at His Tormentors, at Last. An Aggressive New Album From Perfume Genius. The New York Times, 17. September 2014; abgerufen am 31. Juli 2017
4. ↑  Charlotte Gush: perfume genius is the queer singer turning his fetishes into Pop. Auf i-D Vice, 8. Juni 2017; englisch, abgerufen am 31. Juli 2017
5. ↑  Bayern2 Kulturwelt, 10. Mai 2017 (Memento vom 31. Juli 2017 im Internet Archive)
6. ↑  pitchfork.com, reviews/albums, 23. September 2014; abgerufen am 31. Juli 2017
7. ↑  Christian Lehnert: Keine halben Sachen. Deutschlandfunk, 6. Mai 2017; abgerufen am 31. Juli 2017
8. ↑  pitchfork.com, reviews/tracks, 21. März 2017; abgerufen am 31. Juli 2017
9. ↑  Stefan Hochgesand: Hitze auf dem Dancefloor, in: taz, 22. Mai 2020, S. 16.

| Personendaten    | Personendaten                           |
| ---------------- | --------------------------------------- |
| NAME             | Perfume Genius                          |
| ALTERNATIVNAMEN  | Hadreas, Mike (wirklicher Name)         |
| KURZBESCHREIBUNG | US-amerikanischer Musiker               |
| GEBURTSDATUM     | 25. September 1981                      |
| GEBURTSORT       | Everett, Washington, Vereinigte Staaten |